# منذر دحلة
منذر عبد الله محمد دحلة، (27 أغسطس 1962 – ) عالم وبروفيسور وأكاديمي فلسطيني أمريكي، وُلد في مدينة طولكرم الفلسطينية، وهو عالم معروف دوليًا في مجال التحكم، وصاحب إسهامات علمية في مجالات هندسة التحكم والتكنولوجيا والمدن الذكية والتنمية المستدامة، وله مجموعة من براءات الاختراع المسجلة رسميًا باسمه، وهو مؤسس معهد البيانات والأنظمة والمجتمع (IDSS) في جامعة ماساتشوستس للتكنولوجيا، وحاصل على عدد من الجوائز الدولية، وهو شقيق العالِم محمد دحلة.

## نشأته وتحصيله العلمي
وُلد منذر عبد الله محمد دحلة في مدينة طولكرم بالضفة الغربية بتاريخ 27 أغسطس 1962، حصل على درجة البكالوريس في الهندسة الكهربائية عام 1983 من جامعة تكساس إيه آند إم في الولايات المتحدة الأمريكية، وعلى درجة الدكتوراه في الهندسة الكهربائية عام 1987 من جامعة رايس في الولايات المتحدة الأمريكية.

## حياته العملية
يعمل منذر دحلة كعالِم وأكاديمي وبروفيسور في معهد ماساتشوستس للتكنولوجيا مُنذ عام 1987 وحتى اليوم، تولى خلال هذه المُدة عددًا من المناصب في المعهد، كما أسس معهد البيانات والأنظمة والمجتمع (IDSS) ضمن معهد ماساتشوستس للتكنولوجيا، وشغل منصب مدير معهد البيانات والأنظمة والمجتمع (IDSS) مُنذ 1 يوليو 2015 وحتى 30 يونيو 2023.
وهو عضو في مختبر أنظمة المعلومات واتخاذ القرار (LIDS) في معهد ماساتشوستس للتكنولوجيا.

## أبحاثه
قدم منذر دحلة عشرات الأبحاث العلمية، وقد حصلت أبحاثه مجتمعة على ما يزيد عن 17,000 استشهاد واقتباس وفق قاعدة البيانات العلمية جوجل سكولار (Google Scholar)، كما حققت أبحاث له على مئات الاستشهادات للبحث الواحد.

## أبرز مؤلفاته
- كتاب "Control of Uncertain Systems: A Linear Programming Approach"، عام 1995، رقم ISBN 978-0132806459.[15]
- كتاب "Computational Methods for Controller Design"، عام 1998، رقم ISBN 978-1852330750.[16]
- كتاب "Lectures on Dynamic Systems and Control".[17]
- كتاب "11Robust Control: Theory, Computation and Design"، عام 1995، رقم ISBN 978-0849385704.[18]

## أبرز الزمالات
- زمالة معهد مهندسي الكهرباء والإلكترونيات الدولي (IEEE).
- زمالة الاتحاد الدولي للتحكم الآلي (IFAC).
- زمالة مجلس التحكم الآلي الأمريكي (AACC).

## أبرز الجوائز
- جائزة عميد الشرف من جامعة تكساس، (Deans Honor Award)، عام 1983.[19]
- جائزة رالف بود لأفضل بحث في الهندسة، (Ralph Budd Award)، عام 1987.[19][20]
- جائزة ورقة جورج إس أكسلبي المتميزة، (George S. Axelby Outstanding Paper Award)، عام 1989، من الاتحاد الدولي للتحكم الآلي.[21]
- جائزة الباحث الشاب الرئاسية، عام 1991، والتي يمنحها الرئيس الأمريكي.[20][22]
- جائزة كرسي التطوير الوظيفي للفينميكانيكا، (Finmeccanica Career Development Chair)، عام 1992.[19]
- «جائزة دونالد إيكمان»، عام 1993، كأفضل مهندس تحكم.[23][24]
- جائزة التدريس من مجلس الدراسات العليا، (Graduate Council Teaching Award)، عام 1995.[19][20][22]
- الزمالة الفخرية من معهد مهندسي الكهرباء، عام 2000.[19][20]
- جائزة ورقة جورج إس أكسلبي المتميزة، (George S. Axelby Outstanding Paper Award)، عام 2004، والتي يمنحها الاتحاد الدولي للتحكم الآلي.[19][25][26]
- جائزة هوغو شوك، (The Hugo Schuck Award)، عام 2008، تقديراً لتميزه في مساهماته العلمية والتكنولوجية.[19][27]
- جائزة ورقة جورج إس أكسلبي المتميزة، (George S. Axelby Outstanding Paper Award)، عام 2010، من الاتحاد الدولي للتحكم الآلي.[21][28]
- جائزة كرسي ويليام كوليدج، عام 2014.[21][29]
- جائزة ورقة جورج إس أكسلبي المتميزة، (George S. Axelby Outstanding Paper Award)، عام 2015 في اليابان، من الاتحاد الدولي للتحكم الآلي.[30]
- جائزة وزمالة الاتحاد الدولي للتحكم الآلي، (IFAC Fellow)، عام 2016.[31][32]

## أهم براءات اختراعه
قدم منذر دحلة مجموعة من براءات الاختراع المسجلة رسميًا باسمه، وقد قام مكتب الولايات المتحدة للبراءات (USPTO) بتسجيلها. ومن أهم هذه الاختراعات:
- "Electric vehicle and method of battery set-point control"، ورقم البراءة 9545915.[6]
- "Hybrid electric vehicle and method of path dependent receding horizon control"، ورقم البراءة 8612077.[6]
- "Electric Vehicle and Method of Battery Set-Point Control"، ورقم البراءة 20140095003.[6]
- "Hybrid Electric Vehicle and Method Of Control Using Path Forecasting"، ورقم البراءة 20120010767.[6]
- "Hybrid Electric Vehicle and Method Of Path Dependent Receding Horizon Control"، ورقم البراءة 20120010768.[6]

## وصلات خارجية
- منذر دحلة على موقع المكتبة المفتوحة (الإنجليزية)